# Trobajo del Cerecedo
Trobajo del Cerecedo (antiguamente Trobajo de Yuso o Trobajo de Abajo) es una localidad española, perteneciente al municipio de León, en la provincia de León y la comarca de Tierra de León, en la comunidad autónoma de Castilla y León. Tiene una población de 689 habitantes (INE 2023).
Situada sobre la presa del Bernesga que vierte sus aguas al río Bernesga.
Los terrenos de Trobajo del Cerecedo limitan con los de León al norte, Puente Castro al noreste, Santa Olaja de la Ribera al este, Castrillo de la Ribera al sureste, Vilecha y Onzonilla al sur, Ribaseca al suroeste, Villacedré al oeste y Armunia al noroeste.
Perteneció a la antigua Hermandad de Vega con Ardón.
Hasta 1970 perteneció al municipio de Armunia, año en el que dicho municipio fue absorbido por el municipio de León, y anteriormente, en el siglo XIX, al municipio de Santovenia de la Valdoncina.
Económicamente su principal industria consiste en el comercio y producción de productos lácteos, Lenosa actualmente sede central del grupo Lactiber.

## Iglesia de San Pedro
La actual iglesia de San Pedro de Trobajo del Cerecedo fue consagrada en 1910, es de planta de cruz latina y su fábrica es de ladrillo y canto rodado, con una espadaña de dos campanas.
Conserva en su interior un retablo mayor, de estilo barroco, con tres hornacinas que albergan a San Pedro, a la Virgen del Camino, del siglo XVII, y a San Antonio Abad; el conjunto escultórico más importante lo forma el calvario románico-gótico en madera policromada del siglo XIV, además de un San Andrés policromado del siglo XIV, y una Virgen del Rosario policromada del siglo XVIII.

## Hijos ilustres
- César Aller, poeta
- Isauro Álvarez Alonso, futbolista.